# 赤拉尼维
赤拉尼维（羅馬化：Chiranjeevi，1955年8月22日—），本名科尼德拉·西瓦香卡拉·瓦拉普拉萨德（羅馬化：Konidela Sivashankara Varaprasad），是印度政治人物和泰卢固电影界的著名电影演员，因成就卓著而有“巨星”（Mega Star）的别号。他曾3次获得南迪奖的最佳演员奖，也是印度公民荣誉奖的获得者。

## 生平
赤拉尼维于1955年8月22日出生于安得拉邦西戈达瓦里区，位於戈达瓦里河畔的一个小镇纳尔萨布尔，父亲是文卡特·拉奥 (Venkat Rao)，母亲是安加娜·德维 (Anjana Devi)。他是家中的长子。他有两个妹妹和两个弟弟，他的大弟纳根德拉·巴布 (Nagendra Babu)是一名电影制作人和电影演员，他的二弟帕万·卡尔延 (Pawan Kalyan)也是一位泰卢固电影演员。
从纳尔萨布拉姆的耶拉米利·纳拉亚那学院毕业后，赤拉尼维来到金奈，打算应聘为一名演员。他参加了这里的一所演艺学校。在经过一段时间的努力之后，他得以在《Pranam Kareedu》和《Punadhi Rallu》等片子中出演小角色。
赤拉尼维主要出演泰卢固语电影。他有几部片子也被译制为印地语和泰米尔语。他的第一部电影《Pranam Khareedu》公映于1978年9月。10年之后，他出演了他的第100部电影《Trinetrudu》；这部片子在1988年9月公映，但反响不佳。《Khaidi》则是让赤拉尼维走红的第一部片子。
赤拉尼维的妻子是著名演员阿鲁·拉马林盖亚 (Padma Sri Allu Ramalingaiah) 的女儿苏雷卡 (Surekha)，他們有3个孩子，2个女儿分别叫苏什米塔(Sushmita) 和斯里佳 (Srija)；儿子叫拉姆·恰兰，也是一名演员。
1998年10月，赤拉尼维成立了“赤拉尼维慈善信托基金”(Chiranjeevi Charitable Trust)。
2008年8月26日，赤拉尼維成立了「公共領域黨」，該黨在2011年併入印度國民大會黨。

## 获奖情况
2006年1月，赤拉尼维因他对泰卢固电影的贡献和社会工作被授予印度公民荣誉奖，这是印度第三位的公民荣誉。
2006年11月，赤拉尼维因他对泰卢固电影的贡献和社会工作被安得拉大学授予荣誉博士学位。

## 恶搞
赤拉尼维虽然在印度享有很高的知名度和声誉，在華人的社會中本来並不受注目，但後來其電影《Donga》（《小偷》）中舞曲《Golimar》（《發射子彈》）的視訊被網民加上搞笑的空耳並在網路上流傳之后，他便爆紅並成為惡搞的對象。（中文惡搞版影片的出處為批踢踢實業坊的「就可版」（joke）。當中的歌詞如Goli mar，中文意为「開槍吧！」，發音和髒話「幹你媽」接近；Killer，中文意为「杀手」，发音和情色用语「硬啦」接近等等）同時因為該曲的場景、舞蹈與配樂都和麥可·傑克森的《顫慄》的MV相似，所以也被網友稱為《Indian Thriller》，赤拉尼維則被稱為印度麥可·傑克森（簡稱印度麥可）。而實際上，赤拉尼維只是演員而非歌手，其主演電影中的歌曲皆為他人代唱，如《Golimar》一曲的代唱歌手為S·P·巴魯。